# Freiheit (Album)
Freiheit ist das fünfte Album des Mindener Rappers Curse. Es wurde am 26. September 2008 auf dem von ihm mitgegründeten Sublabel Alles Real Records veröffentlicht. Freiheit wurde von Kritikern und Fans zumeist gut aufgenommen. Es ist eines von Curse’ kommerziell erfolgreichsten Alben und das erste, welches in die Musikcharts dreier Länder einstieg. Mit Bis zum Schluss befindet sich zudem seine erste Single, die sich in den Top 10 der deutschen Singlecharts platzieren und den Mainstream erreichen konnte, auf dem Album.

## Entstehung

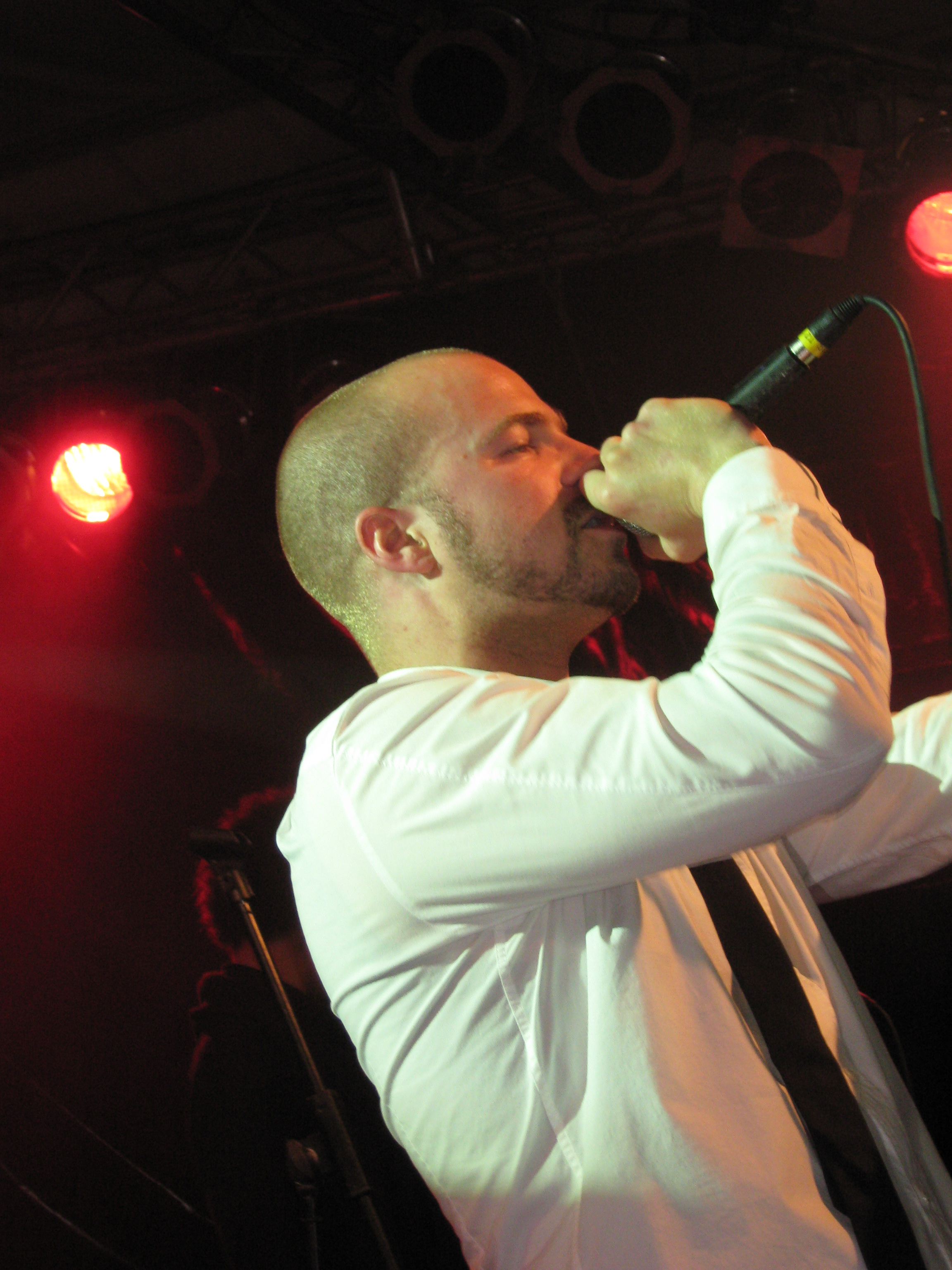
Curse bei einem Auftritt, 2009

Bereits kurz nach der Veröffentlichung von Sinnflut im Dezember 2005 begann Curse wieder Texte zu schreiben und hatte bereits im Sommer 2006 mit zwölf Liedern genug Material aufgenommen, um ein neues Album veröffentlichen zu können. Den anfänglichen Plan, diese im August oder September desselben Jahres zu veröffentlichen, verwarf er jedoch wieder, da ihm die emotionale Bindung zu den Songs und ein Konzept fehlten. Nach einer Neubesinnung begannen die ersten Arbeiten an Freiheit im Dezember 2006. Zu einer Session lud Curse für zwei Wochen die Produzenten SaschliQ, Claud und Nicolay ein, mit denen er das Album konzipierte. In dieser Session entstanden etwa Der lange Weg zur… und 100 Jahre. Aufgenommen wurde Freiheit dann im Kölner Tonstudio von Patrice Bart-Williams, der dort zeitgleich an seinem Album Free-Patri-Ation arbeitete, sowie teilweise auch im französischen Antibes. Für die Aufnahmen und die Produktion verwendete Curse überwiegend Analogtechnik, die für ihren warmen Klang bekannt sei; das Mikrofon, mit dem er die Stücke aufnahm, stammt aus dem Jahr 1947. Im November 2007 begannen die ersten Mischarbeiten, Curse war aber mit den vorläufigen Ergebnissen nicht zufrieden; erst im Februar 2008 wurden die Arbeiten mit neuer Songkonstellation sowie neuen Ideen und weiteren verfügbaren Gastsängern fortgesetzt und im September abgeschlossen.
Der Titel des Albums wurde von Curse am 1. Februar 2008 offiziell auf seiner Homepage bekannt gegeben, das Cover-Design folgte am 25. Juli, die Titelliste am 28. August. Das am 31. Juli bekanntgegebene Veröffentlichungsdatum des Albums sowie der ersten Single Freiheit wurde am 21. August um eine Woche nach hinten verschoben.

## Konzept und Inhalt
Das Album, insbesondere sein Titelsong, basiert auf Curse’ Ansichten, was Freiheit ist und was nicht. Diese stellte er auch in mehreren Interviews dar, betonte dabei allerdings, dass es sich bei Freiheit nicht um ein Konzeptalbum handele.

„Das Album heißt ‚Freiheit‘, denn es geht um die Freiheit im Herzen. Das Album ist mit genau diesem Gefühl – als Start, Weg und Ziel – entstanden. ‚Freiheit‘ bedeutet für mich das Lösen von Zwängen, das Auflösen von Grenzen und das Ablegen von einengenden Erwartungen. Musik und Kunst an sich, sollte nie aus Angst und mit Barrieren entstehen, sondern immer aus dem tiefen Bedürfnis heraus, Schranken und Mauern durchbrechen zu wollen. ‚Freiheit‘ heißt Mut haben, los zu lassen, und sich von sicherem Boden weg zu bewegen, um neuen Boden zu finden. ‚Freiheit‘ heißt auch, das zu machen, was man für sich selbst als richtig empfindet, auch wenn die Menschen um uns herum anderes erwarten oder wünschen. Das Album heißt ‚Freiheit‘, da es das höchste Ziel ist, musikalisch und lyrisch frei zu sein. Nur so bewegt man sich vorwärts auf seinem Weg, statt sich in eingefahrenen Straßen nur selbst zu kopieren.“

In Liedern wie Schöne Wahrheit, Ich kann nicht mehr, Lila und Bis zum Schluss rappt Curse über das Unvermögen mancher Personen, die für sie richtigen Entscheidungen zu treffen und ihr Schicksal selbst zu steuern. In anderen Stücken (Stell dir vor, Nur ein ganz kleines Bisschen, Fantastisch und Willkommen zurück) geht es darum, was man in der Lage ist zu erreichen – etwa die persönliche Freiheit, gleichbedeutend mit der Glückseligkeit –, wenn man sein Leben selbst bestimmt und an seine Träume glaubt.
Der lange Weg zur … (auch: Der lange Weg zur Freiheit) ist der einzige Song auf Freiheit, der ohne eigenes Konzept auskommt. Er stellt für Curse eher ein „Brainstorming“, das auf „Gedanken und Situationen“ beruht, dar.
Das Lied Freiheit definiert das gleichnamige Wort und repräsentiert das Konzept des Albums („Freiheit bedeutet […] sich selbst zu erfüllen, anstatt die Erwartungen von anderen Leuten“).
In dem Song Stell dir vor beschreibt Curse die Vorstellung eines anderen, besseren Lebens, mit der er dazu aufrütteln will, sein Leben zu ändern, anstatt sich mit der eigenen Unzufriedenheit zufriedenzugeben. Den Anreiz, sein unbefriedigendes Leben aktiv umzugestalten, soll die sich wiederholende Zeile „Es kann passieren“ im Refrain geben.
Schöne Wahrheit ist laut Curse „sehr introvertiert“ und „vielleicht der persönlichste Song auf dem Album“. Er rappt über Selbstzweifel an seinem Handeln und seinen Plänen (Zweifel war der Arbeitstitel des Stücks) und die Angst vor Erwartungen und der Verantwortung für sein eigenes Schicksal.
Nur ein ganz kleines Bisschen beschreibt Curse’ Streben nach der Verwirklichung eines Traums, wobei er sich von dem, der oder den Angesprochenen Verständnis und Unterstützung wünscht. Ob es sich bei seinem Gegenüber um eine Freundin, seine Plattenfirma oder das Hip-Hop-Genre handelt, lässt er bewusst offen.
Die Idee zu Gold basiert auf dem Sprichwort „Es ist nicht alles Gold, was glänzt.“ Dies entwickelt Curse in humorvollen und zynischen Zweideutigkeiten weiter („Nicht jeder, der den Mund voll nimmt, ist Genießer/Und nicht jede Mona lächelt wie Lisa“). Im Refrain fordert er mehr Erfolg für sich ein und eine Goldene Schallplatte für Freiheit.
In dem Lied 100 Jahre (auch: Hundert Jahre) beschäftigt sich Curse mit dem Leben seiner Großeltern und ihrer Generation anhand von zwei Strophen, die deren Erlebnisse während der Bombardierung Dresdens und der Kriegsgefangenschaft nach dem Zweiten Weltkrieg beschreiben. In zwei weiteren Strophen setzt er sich mit dem gegenwärtigen Leben dieser Generation auseinander. Der Refrain des Stücks stellt eine Bearbeitung des Gelassenheitsgebets von Reinhold Niebuhr dar.
| God, give us grace to accept with serenity The things that cannot be changed Courage to change the things Which should be changed And the Wisdom to distinguish The one from the other. The Serenity Prayer von Reinhold Niebuhr | Gott, bitte gib uns die Kraft Um zu ändern, was wir können und zu akzeptieren Dass manche Dinge einfach sind wie sie sind Bitte gib uns die Weisheit Sodass sie sehen, was der Unterschied ist. 100 Jahre von Curse |

Ich kann nicht mehr reflektiert konkrete Situationen aus Curse’ Freundeskreis, in denen Personen Dinge, die ihnen angetan werden, ignorieren und denselben Fehler erneut machen. „Das Fazit von dem Song ist: Ich kann nicht mehr tun, als dir sagen, was ich denke, aber du musst selber für dich entscheiden, ob du hörst, was ich sage.“
Mit Baby richtet Curse sich an sein noch ungeborenes Kind und beschäftigt sich mit den Möglichkeiten, die ihnen in der Zukunft die Chance nehmen könnten, sich überhaupt kennenzulernen. Er sieht das Lied als „Präventivschlag“, indem er seinem Kind sagt, dass er es trotz jedweder Umstände immer lieben wird.
Feier dich selbst stellt laut Curse einen Gegenentwurf zu den vielen beleidigenden Battle-Rap-Stücken anderer Rapper dar, indem er rappt, dass man sich stets selbst „feiern“ sollte, egal wie man aussieht oder was für ein Leben man führt, da abends im Licht des Stroboskops schließlich alle Menschen gleich aussähen.
Das Stück Lila beruht einerseits auf der Geschichte der Hauptfigur des Films Die Farbe Lila, die es trotz gegebener Möglichkeiten über Jahre hinweg nicht schafft, ihre Lebensumstände zum Positiven zu ändern. Andererseits ist der Inhalt des Songs auf eine Erzählung zurückzuführen, die Curse auf Sri Lanka gehört hat: Die dortigen Elefanten werden von Geburt an angekettet, um nicht fortzulaufen. Mit der Zeit gewöhnen sie sich an diese Situation, während die Ankettungsmaßnahmen kontinuierlich reduziert werden. Schließlich sind die Elefanten nur noch an einen Bindfaden gebunden und hätten die Möglichkeit zu fliehen, tun dies aber selbst in Gefahrensituationen nicht, aufgrund ihrer Konditionierung. Dieser Hintergrund dient als Parabel für die Geschichte des Stücks. In Lila geht es um eine Jugendliche, die früh schwanger wird. Von ihrem Freund verlassen und auch familiär auf sich allein gestellt, kommt sie mit ihrem Leben nicht mehr zurecht und sieht schließlich ihren einzigen Ausweg darin, ihre Kinder umzubringen, woraufhin sie in die Psychiatrie eingewiesen wird. Curse sieht in dieser Konditionierung auf ein festgefahrenes Leben eine mögliche Antwort auf die medial häufig präsenten Fälle von Kindstötungen junger Eltern. Die Farbe Lila, für Curse eine melancholische Farbe, zieht sich dabei als Leitmotiv durch das Stück. Lila sei „definitiv der schwerste Song auf dem Album“.
Wenn ich die Welt aus dir erschaffen könnte behandelt auf metaphorische Weise „die Schöpfung anhand der Attribute einer Frau“ („Würd deinen Rücken nehmen/Um jedweden Berg zu stützen/Als Atmosphäre deine Wärme/Um den Mensch zu schützen“). Lyrisch ist der Text inspiriert von Johann Wolfgang von Goethe.
In Bis zum Schluss setzt sich Curse mit einer aufgrund unüberbrückbarer Differenzen zum Scheitern verurteilten Beziehung auseinander, die aber keiner der beiden Partner bereit ist aufzugeben, da keiner von ihnen die Konsequenzen tragen möchte.
Mit Fantastisch will Curse das Gefühl von „losgelöst sein und sich gut fühlen“ vermitteln sowie „die schönen Dinge im Leben zu sehen, aber auch die schlechten Dinge im Blickfeld zu haben“.
Du sagst / Du meinst beschreibt auf humorvolle Weise den Unterschied zwischen dem, was Mann und Frau in einer Beziehung sagen, und dem, was sie eigentlich meinen.
Willkommen zurück behandelt die Schicksale dreier Menschen, die „weg waren vom Leben“, aber eine zweite Chance erhalten, es in die richtigen Bahnen zu lenken. Die erste Strophe handelt von einem Mann, der im Krankenhaus aufwacht und seinen Autounfall, der ihn an diesen Ort gebracht hat, rekonstruiert. Vom Arzt, der ihn anscheinend gerettet hat, bekommt er „willkommen zurück“ zu hören. Die zweite Strophe beschäftigt sich mit einer schwangeren Frau, die ihr Kind verliert und dadurch auch ihren Willen zu leben. Später erfährt sie aber von ihrem Arzt, „dass in ihr drin wieder neues Leben entsteht“. In der dritten Strophe berichtet Curse über einen ehemaligen Soldaten, der in den Krieg zog, um „von dem Leben Abstand zu nehmen“. Wieder zu Hause angekommen, stellt er aber fest, dass das Leben, vor dem er floh, mittlerweile das größte Glück für ihn bedeutet.
Freiheit (Epilog) ergänzt die auf dem Lied Freiheit zu hörenden Aussagen in zwei weiteren Strophen.

## Stil
Inhaltlich wie musikalisch ist Freiheit positiver als Curse’ vorherige, oftmals als „melancholisch“ oder „depressiv“ beschriebene Alben. Die meisten Stücke wurden live eingespielt, nur vereinzelt sind Samples zu vernehmen, etwa in Freiheit und Gold. Besonders große Akzente liegen auf Blechbläsern und Streichern. Diese klingen trotz hauptsächlich einzeln besetzter Instrumente meist sehr orchestral. Als Arrangeur konnte Lillo Scrimali, der bereits mit Max Herre, Joy Denalane und den Fantastischen Vier, zusammengearbeitet hat, gewonnen werden. Die Arrangements sind für das Hip-Hop-Genre in ihrer Musikalität und Komplexität sehr untypisch, allerdings enthalten die meisten Songs stark akzentuierte Break- und synthetische Beats, anstatt von Schlagzeugrhythmen. Deutlich wird diese Verbindung etwa auf Wenn ich die Welt aus dir erschaffen könnte. Curse nennt ihn als einen seiner Lieblingssongs des Albums, da er die für das Album typische die Grenzen des Hip-Hop sprengende, aber trotzdem in ihm verwurzelte musikalische Ausrichtung deutlich aufzeige. Zudem spiegele er das poetische, lyrisch herausfordernde Element seiner Texte beispielhaft wider. In diese Richtung wolle Curse sich in Zukunft noch stärker bewegen.
Der musikalische Stil von Freiheit wurde von Rezensenten oftmals als Fusion von Hip-Hop und Popmusik angesehen, Curse selbst nennt ihn eine „Erweiterung von Rap“. Er betont aber, dass Freiheit immer noch ein Hip-Hop-Album sei, da diese Bezeichnung nicht vom Klang des Albums, sondern von der Einstellung des Künstlers anhängig sei. In einzelnen Titeln sind neben den für Hip-Hop und Popmusik typischen Klängen auch deutliche Anleihen aus anderen Musikgenres erkennbar: Die Instrumentation in Feier dich selbst ist, vor allem gegen Ende des Stücks, dem Dub zuordenbar; in das Stück Lila wurden dagegen Klänge aus dem Jazz integriert. Die musikalische Untermalung sowie die Chorgesänge in dem Lied 100 Jahre entstammen dem Gospel.

## Besetzung

### Sänger
Curse arbeitete während des Entstehungsprozesses von Freiheit mit einer Reihe von Sängerinnen und Sängern sowie Rappern zusammen.
| „Alle Gäste auf dem Album habe ich auf Grund ihrer musikalischen und menschlichen Nähe gewählt. Oft findet man Überschneidungen und Gemeinsamkeiten gerade dort, wo man sie am wenigsten vermutet – wenn man offen ist, und es zulässt.“ – Curse auf seiner Homepage |

Auf dem Album ist allerdings neben Curse kein weiterer Rapper zu hören, da seine konzeptionelle Idee zur Zeit der Entstehung von Freiheit eher von Vokalisten geteilt worden sei. Diese nehmen auf dem Album einen deutlich größeren Raum ein, als auf den Vorgängern. Vor allem mit Clueso und Patrice arbeitete Curse während der Entstehung eng zusammen. Mit Clueso nahm er zwei Songs auf, von denen Ich kann nicht mehr auf dem Album gelandet ist. Patrice, bereits auf Sinnflut vertreten, arbeitete mit Curse ebenfalls an zwei Titeln, von denen Feier dich selbst auf Freiheit zu hören ist. Die Zusammenarbeit mit Xavier Naidoo auf Stell dir vor ist nach Soulmusik (2001) und Wenn ich schon Kinder hätte (2002) bereits die dritte. Die Kollaborationen der beiden produzierten laut Curse stets „Songs, die für etwas stehen“ und drückten eine „Haltung“ aus. Chima lernte Curse durch dessen Zusammenarbeit und Freundschaft mit Patrice und dem Violinisten und Produzenten MIKI kennen; er singt den Refrain des Songs Schöne Wahrheit. Die Niederländerin Jenny Willemstijn (mittlerweile Jenny Lane) war mit ihrem Gesang an Nur ein ganz kleines Bisschen beteiligt. Auf sie wurde Curse kurz vor Ende der Produktion durch einen Auftritt der Sängerin aufmerksam, den sie auf das Videoportal YouTube hochgeladen hatte. Nneka lernte Curse durch einen der Produzenten des Albums DJ Farhot kennen. Bei ihrem ersten Treffen nahmen sie spontan das Lied Baby auf; zudem sind ihre Backing Vocals auf Nur ein ganz kleines Bisschen zu hören. Mit der aus Philadelphia stammenden Jaguar Wright nahm Curse während ihres Aufenthalts in Köln drei Lieder auf, von denen zwei, Lila und Willkommen zurück, auf Freiheit vertreten sind. Vanessa Mason, Mitglied des Farin Urlaub Racing Teams, arbeitete mit Curse schon auf Innere Sicherheit und Sinnflut zusammen. Sie ist im Refrain von Du sagst / Du meinst zu hören. Auf dem Eröffnungsstück Der lange Weg zur… erscheint zudem die Sängerin Larissa Sirah.
Mit Rappern wie F.R., Casper, M-Riebold, Olli Banjo, Kool Savas und Tone nahm Curse während dieser Zeit aber ebenfalls Songs auf. Bis auf Tone sind sie allesamt auf Songs der MZEE.com Edition des Albums zu hören.

### Instrumentalisten
In Klammern das jeweilige Lied, in dem die Instrumentalisten zu hören sind.
- Nadine Goussi Aguigah: Violine (2, 11, 12, 13, 14, 17)
- Patrick Ahrend: Piano (12), Rhodes (12)
- Valentin Alexandru: Viola (11, 14)
- Bassmasta Haze: Bass (2, 6, 7, 8, 10, 12, 14, 17)
- Iryna Bayeva: Viola (2, 12, 13, 17)
- Claud: Piano (1, 2, 7, 17), Rhodes (2, 17), verschiedene Instrumente (15)
- Clueso: Gitarre (8), Bass (8)
- Croup: Keyboard (10)
- DJ Farhot: verschiedene Instrumente (5, 9, 16)
- Volker Kamp: Bass (4)
- Kool DJ GQ: Scratches (1)
- Frederik Koster: Trompete (11, 14)
- Tobias Kremer: Saxophon (11, 14)
- MIKI: Piano (2, 17), Rhodes (2, 17), Streicher (3, 4, 7)
- Nicolay: Bass (1, 15), verschiedene Instrumente (11)
- Petar Marinovic: Cello (2, 11, 12, 13, 14, 17)

- Flavius Petrescu: Trompete (4)
- Mathias Ramson: Piano (13)
- Julian Romeike: Gitarre (9)
- Roman Salwasser: Gitarre (10)

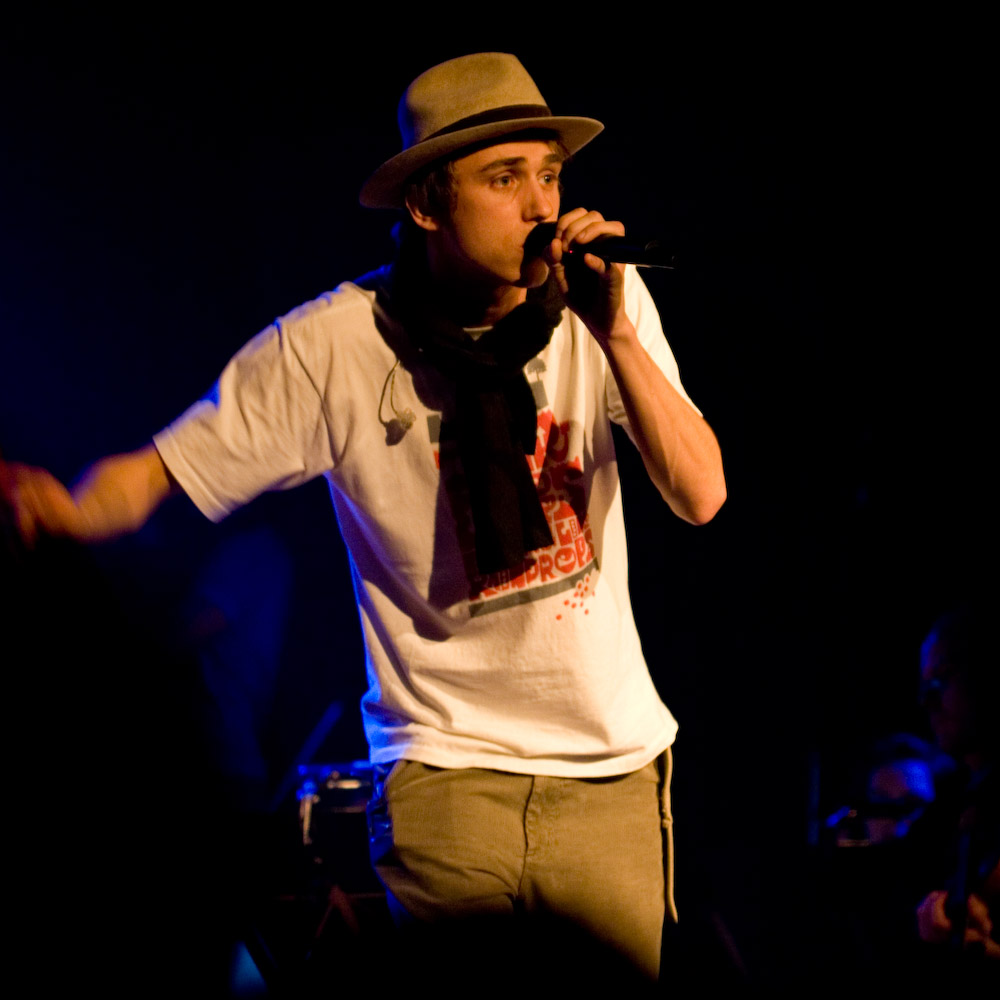
Clueso trat mit Curse vor der Veröffentlichung von Freiheit mehrmals gemeinsam auf.

- Constanze Sannemüller: Violine (2, 11, 12, 17)
- Lillo Scrimali: Wurlitzer (2, 17), Klavier (3)
- James D. Williams: Posaune (4)
- Johannes Stolle: Bass (13)
- Thomas Stolle: Gitarre (13)
- Michael Theissing Tegeler: Posaune (11, 14)
- Teka: Bass (5)

## Titelliste
1. Der lange Weg zur … – 2:25
  - Produziert von SaschliQ
2. Freiheit – 3:34
  - Produziert von Claud

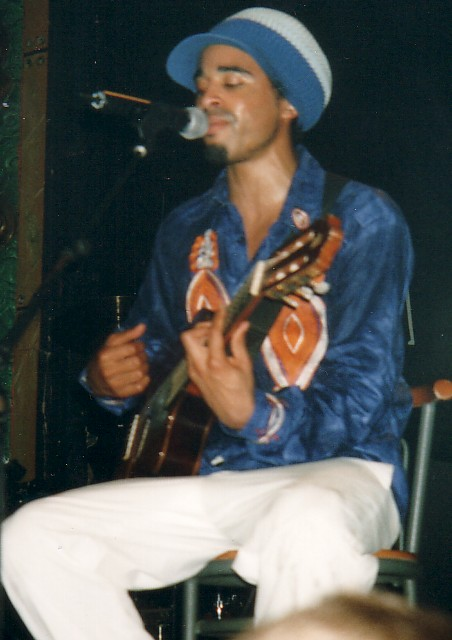
Freiheit entstand in Patrice’ Studio in Köln.

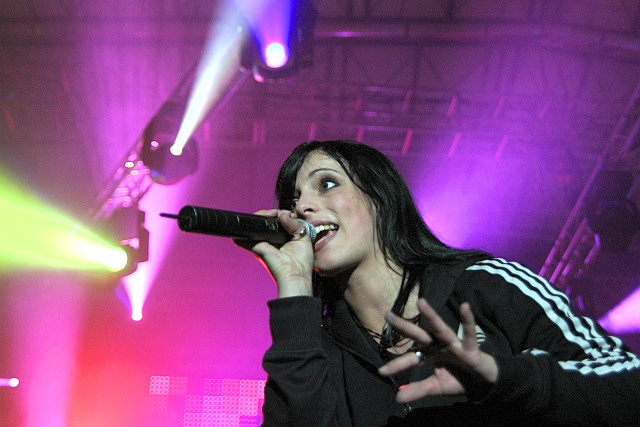
Bis zum Schluss mit Silbermond ist Curse’ erfolgreichster Song.

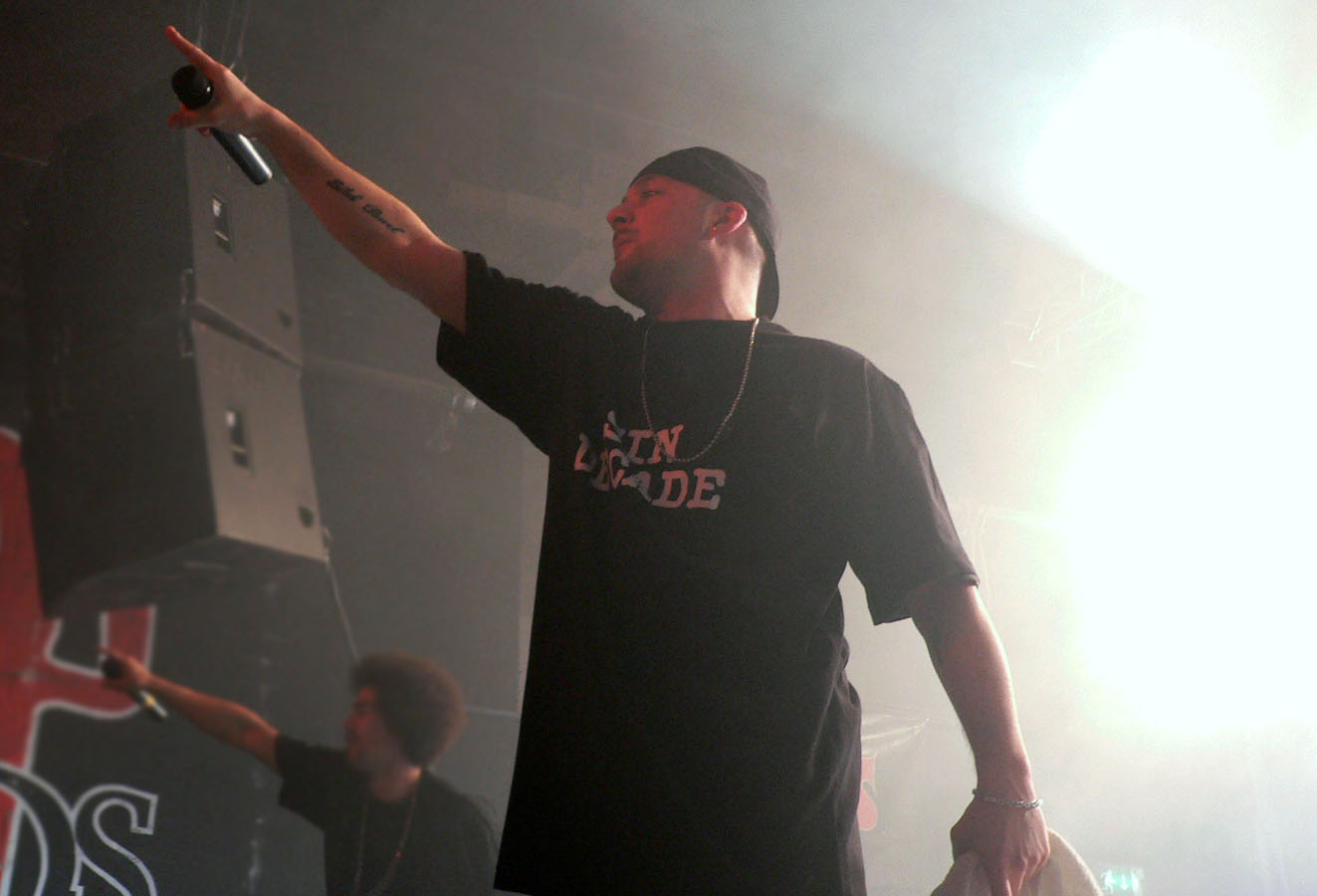
Kool Savas ist auf dem MZEE-Bonussong Entspannt & Bekannt zu hören.

  - zusätzliche Produktion und Programmierung von Numarek und Paul NZA
3. Stell dir vor (mit Xavier Naidoo) – 4:08
  - Produziert von Monroe
4. Schöne Wahrheit (mit Chima) – 4:14
  - Produziert von MIKI
5. Nur ein ganz kleines Bisschen (mit Jenny Willemstijn) – 4:25
  - Produziert von DJ Farhot
6. Gold – 4:04
  - Produziert von SaschliQ
7. 100 Jahre – 5:17
  - Produziert von SaschliQ
  - Koproduziert von Claud
8. Ich kann nicht mehr (mit Clueso) – 3:41
  - Produziert von SaschliQ
9. Baby (mit Nneka) – 4:00
  - Produziert von DJ Farhot
10. Feier dich selbst (mit Patrice) – 4:17
  - Produziert von Croup
11. Lila (mit Jaguar Wright) – 6:12
  - Produziert von Nicolay
12. Wenn ich die Welt aus dir erschaffen könnte – 4:44
  - Produziert von Patrick Ahrend
13. Bis zum Schluss (mit Silbermond) – 3:46
  - Produziert von Brix & Mathias Ramson, Thomas Stolle, Curse und SaschliQ
14. Fantastisch – 3:20
  - Produziert von SaschliQ
15. Du sagst / Du meinst (mit Vanessa Mason) – 3:05
  - Produziert von Claud
16. Willkommen zurück (mit Jaguar Wright) – 3:59
  - Produziert von DJ Farhot
17. Freiheit (Epilog) – 6:59
  - Produziert von Claud
  - zusätzliche Produktion und Programmierung von Numarek und Paul NZA

## Gestaltung

Schriftzug des Rappers

Das Artwork von Freiheit gestaltete wie auch schon für Sinnflut der Grafiker und Fotograf Dirk Rudolph. Es ist überwiegend in den Farben weiß, schwarz und gold gehalten, wobei mit weiß die helle Komponente überwiegt. Auf dem Cover ist links in goldenen Buchstaben der Schriftzug des Rappers sowie darunter der des Albums zu lesen. In zentraler Position ist Curse nach unten blickend in der amerikanischen Einstellung zu sehen. Er trägt ein offenes weißes Hemd mit einer schwarzen Hose; auf dem goldenen T-Shirt ist der Ausschnitt eines Panoramabildes eines Strandes zu erkennen, an dem Curse spazieren geht. An der Fotografie des Covers waren Dieter Eikelpoth und Ruediger Glatz beteiligt.

## Versionen
Freiheit wurde in den Editionen Basic, Premium, Deluxe und MZEE.com veröffentlicht. Die Titel 15 bis 17 (Du sagst / Du meinst, Willkommen zurück und Freiheit (Epilog)) sind nur auf den drei letztgenannten zu finden. Diese enthalten zudem eine DVD mit Bonusmaterial. Dieses umfasst das Musikvideo der Single Freiheit sowie ihr Making-of, eine „Track by Track“-Besprechung der einzelnen Songs durch Curse, ein Interview mit Curse und Marius Müller-Westernhagen sowie eine Bildergalerie. Die Deluxe Edition beinhaltet zusätzlich ein T-Shirt mit dem Strand-Motiv des Covers von Freiheit, während die limitierte MZEE.com Edition die Songs Hunger (mit F.R., M-Riebold, Olli Banjo und Casper, produziert von Monroe) und Entspannt & Bekannt (mit Kool Savas, produziert von Nicolay) sowie deren Instrumentals und A cappellas enthält.

## Promotion
Curse war im Zuge des Marketing von Freiheit im Radio und Fernsehen präsent. Er trat etwa in der MTV-Sendung Total Request Live auf und war auf Kiss FM zu hören. Zwischen dem 1. und dem 3. Oktober 2008 war in Dortmund, Köln und Berlin das sogenannte „Freiheitsmobil“ unterwegs. Curse’ Streetteam verteilte dort Flyer und Aufkleber, um für das Album zu werben. Ab dem 4. Oktober moderierte Curse über vier Wochen eine wöchentliche Sendung des Musiksenders YAVIDO, in der er auch über Freiheit berichtete. Zusätzlich wurde für Freiheit unter anderem auf dem Fernsehsender ProSieben und in der Zeitschrift Juice geworben.

## Singles
Die erste Single des Albums, Freiheit, wurde zwei Wochen vor dem gleichnamigen Album veröffentlicht und landete auf Platz 38 der Media Control Charts. Sie basiert auf einem Sample der Live-Aufnahme des gleichnamigen Songs von Marius Müller-Westernhagen. Da Curse nicht damit rechnete, eine Freigabe für das Sample zu erhalten, verwarf er die Idee für das Lied zunächst wieder, wurde später aber sowohl von seinem Manager Götz Gottschalk als auch von Patrice überzeugt, die Demo-Version an Müller-Westernhagen zu schicken. Dieser zeigte sich von Curse’ Interpretation, vor allem auf inhaltlicher Ebene, begeistert. In der Folge stellte er Curse die Master-Bänder des Originals zur Verfügung, sang seinen gesampleten Vers neu ein und trat im Musikvideo des Stückes auf. Das Video zu Freiheit wurde von Ken Duken in Berlin gedreht, teilweise im leeren Olympiastadion. Curse spielte den Song erstmals live am Tag der Deutschen Einheit am Brandenburger Tor. Der letzte Song auf der Premium Edition des Albums ist ein Nachwort zu Freiheit. Er ist musikalisch weitgehend identisch, enthält aber zwei zusätzliche Strophen von Curse.
Die zweite Single Bis zum Schluss wurde am 14. November 2008 veröffentlicht. Sie stieg auf Platz 7 der deutschen Charts ein und hielt sich zwei Monate in den Top Ten, was sie zu Curse’ bislang erfolgreichster Single macht. Der Song wurde von Silbermond mitgeschrieben und mitarrangiert, von ihrem Gitarrist Thomas Stolle mitproduziert und von Frontfrau Stefanie Kloß eingesungen. Das dazugehörige Video wurde in Venedig von Daniel Siegler gedreht. Am Tag der Veröffentlichung stellten Curse und Silbermond das Lied bei VIVA Live! vor. Am 5. Dezember 2008 traten sie mit Bis zum Schluss bei der 48. Veranstaltung von The Dome auf.
Am 17. April 2009 erschien die dritte Single Wenn ich die Welt aus dir erschaffen könnte in einer von Curse’ Live-Konzerten inspirierten und neu arrangierten Version, in der die Sängerin Mariama sowie der Sänger Samir zu hören sind. Als Regisseur des Musikvideos zeichnete erneut Ken Duken verantwortlich. Das Lied erhielt eher wenig Beachtung und konnte mit einem Charteinstieg auf Platz 82 nicht an den Erfolg von Bis zum Schluss anknüpfen.

### Titellisten
Auf allen drei Singles des Albums befinden sich sogenannte B-Seiten. Insgesamt drei von ihnen stellen komplett neue Stücke dar, die während der Arbeit an Freiheit entstanden, aber keine Verwendung auf dem Album fanden. Der Titel Das versteh ich nicht (Band Version) wurde ebenso wie die Single-Version von Wenn ich die Welt aus dir erschaffen könnte von einer Musikband neu eingespielt. Die ursprüngliche Version des Stückes befindet sich auf dem Album Innere Sicherheit.
| # | Freiheit                    | Bis zum Schluss                 | Wenn ich die Welt aus dir erschaffen könnte                  |
| - | --------------------------- | ------------------------------- | ------------------------------------------------------------ |
| 1 | Freiheit                    | Bis zum Schluss                 | Wenn ich die Welt aus dir erschaffen könnte (Single Version) |
| 2 | Schöne Wahrheit (mit Chima) | Wir vermissen dich              | Das versteh ich nicht (Band Version)                         |
| 3 | An diesem Tag*              | Heute neu geboren*              |                                                              |
| 4 | Freiheit (Instrumental)*    | Bis zum Schluss (Instrumental)* |                                                              |
| 5 | Freiheit (Acapella)*        | Bis zum Schluss (Acapella)*     |                                                              |
| 6 | Freiheit (Video)*           | Bis zum Schluss (Video)*        |                                                              |

Die mit * gekennzeichneten B-Seiten sind lediglich auf der Premium Edition der jeweiligen Single enthalten.

## Chartplatzierungen
Freiheit stieg in der ersten Woche auf Platz zwölf der deutschen Albumcharts ein. In der zweiten Woche rutschte das Album auf Rang 42 ab. Insgesamt war es 11 Wochen in den Top 100 vertreten, letztmals in der sechsten Woche 2009.
Der Charteinstieg in der Schweiz erfolgte auf Platz 29, Curse’ bisher erfolgreichste Soloplatzierung in diesem Land. Zudem konnte er sich mit Freiheit erstmals in den österreichischen Charts platzieren, wo das Album Platz 57 belegte.
| ChartsChartplatzierungen | Höchstplatzierung | Wochen |
| ------------------------ | ----------------- | ------ |
| Deutschland (GfK)        | 12 (11 Wo.)       | 11     |
| Österreich (Ö3)          | 57 (1 Wo.)        | 1      |
| Schweiz (IFPI)           | 29 (3 Wo.)        | 3      |

## Rezeption

### Kritiken
Die Kritiken zu Freiheit vertraten einen einheitlich positiven Konsens, es erhielt allerdings vergleichsweise wenig Aufmerksamkeit in Deutschland. International wurde es bis auf wenige Ausnahmen im übrigen deutschsprachigen Raum nicht beachtet. Die Bewertung des Albums lässt sich exemplarisch an einzelnen Aussagen belegen: Das Webportal CDSTARTS.de bezeichnete das Werk etwa als eines der „besten deutschen HipHop/Rap-Alben des Jahres [2008]“, während die Jugendcommunity jetzt.de Freiheit als „angenehm unangestrengt, frisch und frei“ klingend bezeichnete.
Von der Hip-Hop-Zeitschrift Juice wurde es mit 5,5 von sechs „Kronen“ beinahe höchstbewertet und zum „Album des Monats“ gekürt. Sie ging dabei auf die musikalische Entwicklung der Hip-Hop-Szene seit Curse’ zweitem Album Von Innen nach Außen ein und folgerte, dass die sich vom jahrelang den Hip-Hop-Mainstream dominierenden Aggro-Berlin-Klang abgrenzende Produktion dem gegenwärtigen „Soundbild“ entspreche. Freiheit habe seine Wurzeln zwar im Hip-Hop, traue sich aber auch über dessen Grenzen hinaus, etwa durch „Mut zum Pathos“. Der Kritiker lobte des Weiteren die „ausgefeilten Kompositionen“ der Stücke sowie die angesprochenen Themen, die sich außerhalb des „Szene-Gebaren“ bewegten und zeigten, dass Curse sich nicht „auf seinen unbestreitbaren technischen Fähigkeiten“ ausruhe. Als Favoriten der Juice-Redaktion wurden die Lieder Stell dir vor, Lila und Bis zum Schluss ausgewählt. Stell dir vor wurde als „große Kunst“ bezeichnet, während Lila „stimmungsvoll und intensiv inszeniert“ sei. Bis zum Schluss wurde beschrieben als „ganz großer Stadionpop, den auch Kanye West nicht besser hinbekommen hätte“, zudem sei der Text „deutschsprachige Pop-Lyrik auf allerhöchstem Niveau“. Die Rezension endet mit dem Fazit:

„Curse [nutzt] seine Erfahrung dazu, einen Entwurf von deutscher Rapmusik vorzulegen, der auch jenseits einer stetig schrumpfenden HipHop-Kernhörerschaft auf Zuspruch stoßen dürfte. Oder, anders gesagt: ‚Freiheit‘ ist das interessanteste und mutigste Album, das ein deutscher Rapper seit Jahren veröffentlicht hat.“

Die Kritikerin des E-Zines laut.de zeigte sich besonders vom „epischen“ Epilog des Stückes Freiheit begeistert und lobte „ein weiteres Mal“ den Wortschatz und die Phantasie des Rappers, sowie „die Überfülle an Lebens-, Liebes- und Leidensgeschichten, die Curse parat hält und in messerscharf geschliffene Worte fasst“. Positiv hervorgehoben wurden besonders die Titel, auf denen Gastsänger vertreten sind, in erster Linie das „melancholisch gefärbte“ und „eindringliche“ Lied Ich kann nicht mehr mit Clueso. Die Erwartungen an Curse seien erneut „voll erfüllt“ worden, weshalb das Album vier von fünf möglichen Punkten bekam.
Von rap.de bekam Freiheit beinahe die höchstmögliche Wertung, basierend vor allem auf vier „überragenden“ Stücken: Baby, Bis zum Schluss, Ich kann nicht mehr und Wenn ich die Welt aus dir erschaffen könnte. Letzteres wird als typisch für Curse bezeichnet. „Musikalisch wie inhaltlich“ sei Freiheit „wundervoll“ und auf einem „hohen Niveau“, allerdings seien große Teile des Albums „schlichtweg entbehrlich“, was von der Kritikerin auf die übermäßige Verwendung von gesungenen Refrains zurückgeführt wird. Zudem sei das Album fast schon zu harmonisch.

„Man muss Curse an sich mögen, man muss melodiöse und grenzüberschreitende Rapmusik mögen, man muss Gesangshooks mögen. Aber dann […] ist „Freiheit“ ein großartiges Stück Musik.“

### Bewertung durch andere Künstler
Freiheit fand auch innerhalb der Hip-Hop-Szene Beachtung, darüber hinaus allerdings kaum. Der Rapper Maxim, Mitglied der Hip-Hop-Gruppe K.I.Z, äußerte sich in einem Interview kritisch in Bezug auf den Titel des Albums von Curse:

„[Curse] hat das [Album] „Freiheit“ genannt. Aber wenn er wirklich frei wäre, dann hätte er sein Album „Tomatensalat“ genannt. Denn nur das beweist ultimative Freiheit.“

In einer ausführlichen Rezension lobte der Rapper Morlockk Dilemma Freiheit. Er zeigte sich darin „sehr begeistert von den Produktionen“, das Album sei „musikalisch gesehen grandios gestaltet“. Die Lieder Freiheit, Gold und Lila hob er hervor und bezeugte, Lila „gern selbst geschrieben“ zu haben. Negativ äußerte Morlockk Dilemma sich allerdings über den bewusst positiven Ansatz von Freiheit, der nicht das wahre Leben widerspiegele. Er hätte „ein bisschen mehr Dreck in der Themenwahl“ und ein expliziteres Aufzeigen der „Abgründe in unserer Gesellschaft“, ähnlich dem in Lila, bevorzugt. Aufgrund dieser Entscheidung räumte er Curse keine Absatzchancen bei Angehörigen der Unterschicht ein.

## Tournee

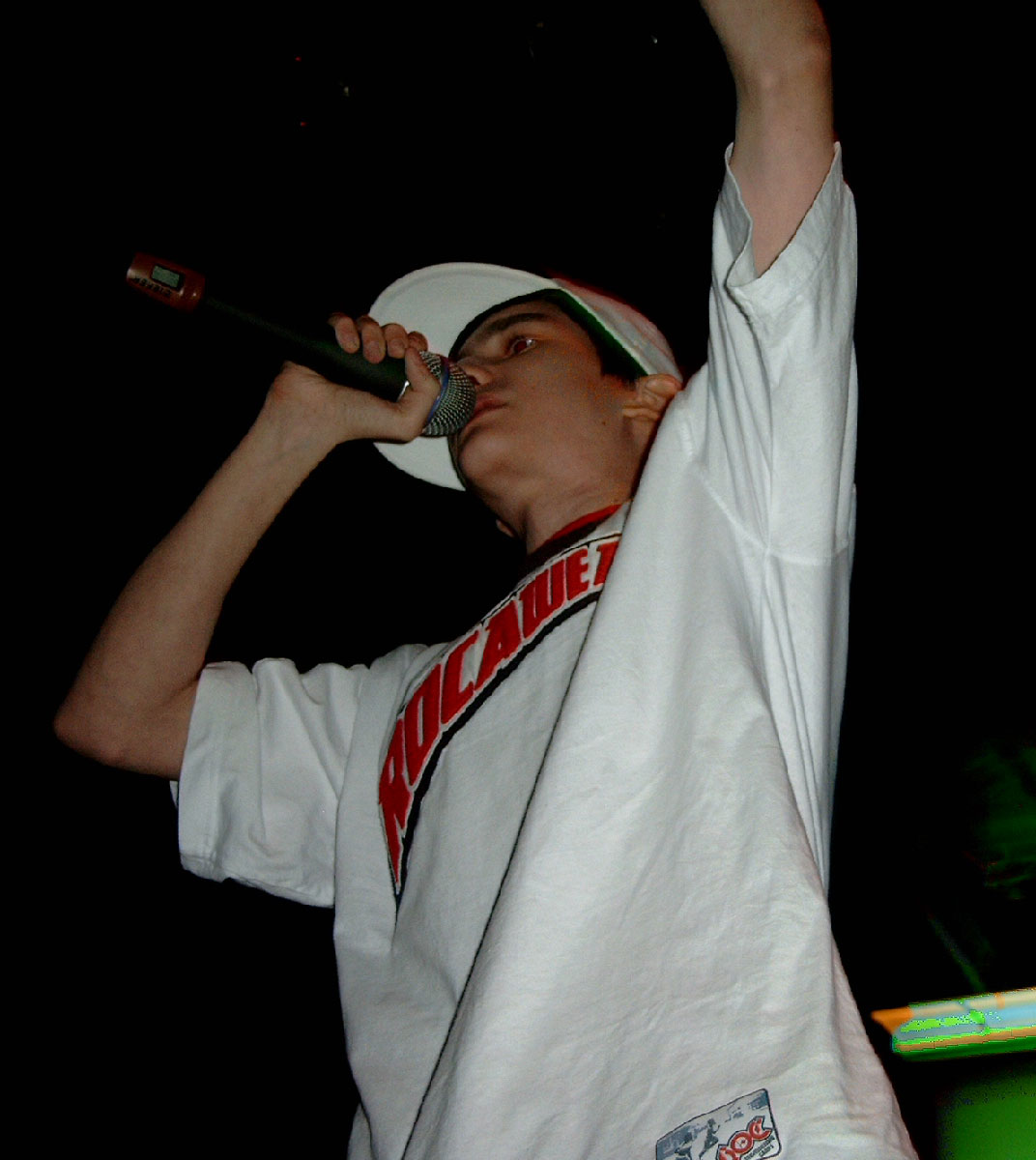
F.R. trat bei zwei Konzerten der Freiheit-Tournee auf.

Die der Veröffentlichung des Albums folgende Konzertreise wurde in zwei separate Tourneen aufgeteilt: Auf der Freiheit Tour 2008 gab Curse im November 2008 sieben Konzerte in Deutschland. Das Konzert in Berlin bestritt er mit Stefanie Kloß und F.R. als Gästen. Für die größere Freiheit Tour 2009 waren ursprünglich Auftritte im Februar und März 2009, ausgeweitet auch auf Österreich und die Schweiz, vorgesehen. Der Erfolg der Single Bis zum Schluss verzögerte dies allerdings, die Tournee fand daher erst im Mai 2009 statt. Da kurz darauf die Festivalsaison begann, in der Curse unter anderem auf der Breminale und dem Splash!-Festival auftrat, war die Tournee zudem mit acht Terminen deutlich kürzer als geplant. Bei dem Konzert in Frankfurt trat erneut F.R. als Support auf.
Sämtliche Tourneetermine bestritt Curse mit einer kompletten Liveband.

## Freiheit Kochbuch
Zusammen mit Curse veröffentlichte Christoph Brand, Mitglied bei der österreichischen Agentur „Fliegende Köche“, am 22. Januar 2009 Das Freiheit Kochbuch, das für jedes der vierzehn Stücke des Albums ein Gericht des Kochs enthält. Am 2. April 2009 wurden einige der Rezepte in Kassel im Rahmen einer Live-Veranstaltung vor Gästen gekocht.